# Aspidiophorus squamulosus
Aspidiophorus squamulosus is een buikharige uit de familie Chaetonotidae. Het dier komt uit het geslacht Aspidiophorus. Aspidiophorus squamulosus werd in 1935 voor het eerst wetenschappelijk beschreven door Roszczak. 